# 白洪溪水库
白洪溪水库是中国湖北省宜昌市宜都市境内的一座水库，位于长江支流白洪溪上，建于1967年。水库正常库容为838万立方米，集雨面积为8.9平方千米，海拔为95.82米。